# Cream Lemon
Cream Lemon (яп. くりいむレモン кури:му рэмон, «Лимон со сливками») — серия порнографических и эротических OVA, ставшая вместе с Lolita Anime одним из первых аниме в жанре хентая.
Cream Lemon называется одним из наиболее значимых явлений в анимации 1980-х годов. OVA сочетает секс и эротику с высоким уровнем графики и сюжетной составляющей, а также пародиями на мангу и аниме в жанрах меха, научной и героической фантастики. В создании Cream Lemon принимали участие такие впоследствии известные аниматоры, как Хирано Тосики (Fight! Iczer One) и Китакубо Хироюки (Blood: The Last Vampire).
В цикл входят оригинальная хентайная OVA Cream Lemon, а также короткометражный фильм (Tabidachi: Ami Shuushō), два аниме-сериала (Cream Lemon: Lemon Angel и Lemon Angel Project) и три OVA (Lemon Angel (YJ Ban), Shin Seiki Cream Lemon и Cream Lemon New Generation). Частью цикла планировалось сделать также аниме Project A-Ko, однако впоследствии было принято решение о самостоятельном развитии данного проекта.

## Сюжет
Большая часть эпизодов Cream Lemon не объединена персонажами и единым сюжетом и представляет собой отдельные новеллы различных жанров с одной лишь общей особенностью — наличие минимум одного полового акта. Вместе с тем сюжеты OVA не сводятся лишь к сексуальным отношениям, отличаясь развернутостью и высокой степенью проработки других тем. Среди жанров Cream Lemon — юри (серии «Escalation»), фэнтези (серии «Super Dimensional Legend Rall»), мелодрама (серии с участием одной из героинь — школьницы Ами), комедия («Pop Chaser»), фантастическая пародия («Star Trap») и т. д. Помимо разнообразия сюжетных мотивов в OVA представлена большая часть известных половых извращений с уклоном в лесбийский и садомазохистский секс, а также лоликон.

## Эпизоды

### Cream Lemon
Оригинальная OVA Cream Lemon состоит из 38 эпизодов, тем самым являясь наиболее длинным аниме-сериалом в жанре хентая. В свою очередь эпизоды условно делятся на три арки: «Cream Lemon» (эпизоды 1—16), «New Cream Lemon» (эпизоды 17—25) и «Cream Lemon Specials» (эпизоды 26—38).
Короткометражный фильм Tabidachi: Ami Shuushō иногда называется 39-м эпизодом Cream Lemon. Однако в отличие от эпизодов OVA, поступавших в продажу сразу на VHS, Tabidachi: Ami Shuushō вначале демонстрировался в кинотеатрах вместе с полнометражным фильмом Project A-ko и, кроме того, не содержит откровенных порнографических и эротических сцен. В связи с этим он традиционно считается самостоятельным аниме.
| № эпизода                   | Название эпизода | Дата выхода в Японии |
| --------------------------- | --- | -------------------- |
| Арка «Cream Lemon»          | |                      |
| 1                           | Cream Lemon Part 1: Be My Baby (рус. Будь моей крошкой) «Bi Imōto BABY» (くりいむレモンPART1 「媚・妹・Baby」) | 10.08.1984           |
| 2                           | Cream Lemon Part 2: Escalation — Hardcore Tonight (рус. Эскалация: Откровенный вечер) «Esukareshon ~ Konya ha Hadokoa ~» (くりいむレモンPART2 「エスカレーション ～今夜はハードコア～」)                                                                         | 10.09.1984           |
| 3                           | Cream Lemon Part 3: SF Super Dimensional Legend Rall (рус. Сверхпространственная легенда Ралл) «SF Chōjigen Densetsu Raru» (くりいむレモンPART3 「SF・超次元伝説ラル」)                                                                                          | 03.12.1984           |
| 4                           | Cream Lemon Part 4: Pop Chaser (рус. Поп Чейсер) «POP Chieisa» (くりいむレモンPART4 「POP チェイサー」) | 13.03.1985           |
| 5                           | Cream Lemon Part 5: Ami Again (рус. Ами снова) «Ami AGAIN» (くりいむレモンPART5 「亜美・AGAIN」) | 10.04.1985           |
| 6                           | Cream Lemon Part 6: Escalation 2 — Forbidden Sonata (рус. Эскалация 2: Запретная соната) «Esukareshon 2 ~ Kindan no Sonata ~» (くりいむレモンPART6 「エスカレーション２ ～禁断のソナタ～」)                                                                      | 25.05.1985           |
| 7                           | Cream Lemon Part 7: Don`t Do It Mako-chan! Mako Sexy Symphony Part 1 (рус. Прекрати, Мако-тян! Мако, симфония страстей. Часть 1) «Ikenai Mako Chan — Mako Sekushishinfoni Zenpen» (くりいむレモンPART7 「いけないマコちゃん MAKO・セクシーシンフォニー前編」)    | 12.07.1985           |
| 8                           | Cream Lemon Part 8: Super Virgin (рус. Супер-девственница) «Supabajin» (くりいむレモンPART8 「スーパーバージン」) | 10.09.1985           |
| 9                           | Cream Lemon Part 9: Happening Summer (рус. Лето происшествий) «Hapuningu Sama» (くりいむレモンPART9 「ハプニングサマー」) | 20.10.1985           |
| 10                          | Cream Lemon Part 10: Star Trap (рус. Звёздный спрут) «STAR TRAP» (くりいむレモンPART10 「STAR TRAP」) | 25.12.1985           |
| 11                          | Cream Lemon Part 11: Black Cat Mansion (рус. Особняк Чёрной Кошки) «Kuronekokan» (くりいむレモンPART11 「黒猫館」) | 25.01.1986           |
| 12                          | Cream Lemon Part 12: Don`t Do It Mako-chan! Mako Sexy Symphony Part 2 (рус. Прекрати, Мако-тян! Мако, симфония страстей. Часть 2) «Ikenai Mako Chan — Mako Sekushishinfoni Kōhen» (くりいむレモンPART12 「いけないマコちゃん MAKO セクシーシンフォニー後編」)    | 25.02.1986           |
| 13                          | Cream Lemon Part 13: Ami (рус. Ами) «Ami» (くりいむレモンPART13 「亜美・」) | 25.05.1986           |
| 14                          | Cream Lemon Part 14: Nalice Scramble (рус. Налиса, на вылет!) «Narisu Sukuranburu» (くりいむレモンPART14 「なりすスクランブル」) | 05.08.1986           |
| 15                          | Cream Lemon Part 15: Super Dimensional Legend Rall — Lamu Ru`s Counterattack (рус. Сверхпространственная легенда Ралл 2: Возвращение Раморю) «Chōjigen Densetsu Raru II ~ Ramoru no Gyakushū ~» (くりいむレモンPART15 「超次元伝説 ラル・～ラモー・ルー逆襲～」) | 05.12.1986           |
| 16                          | Cream Lemon Part 16: Escalation 3 — Angels` Epilogue (рус. Эскалация 3: Ангельский эпилог) «Esukareshon 3 ~ Tenshi Tachino Epirogu ~» (くりいむレモンPART16 「エスカレーション3～天使たちのエピローグ～」)                                                       | 21.02.1987           |
| Арка «New Cream Lemon»      | |                      |
| 17                          | New Cream Lemon Part 1: Moriyama Tou Special — 5th Period Venus (рус. Венера пятого урока) «Moriyama tō Supesharu 5 Jikanme no Vinasu» (新くりいむレモンPART1「森山塔スペシャル 5時間目のヴィーナス」)                                                           | 21.03.1987           |
| 18                          | New Cream Lemon Part 2: White Shadow (рус. Отражение) «Howaito Shadō» (新くりいむレモンPART2「ホワイト・シャドウ」) | 15.04.1987           |
| 19                          | New Cream Lemon Part 3: Evil Doll (Madol) (рус. Дьявольская кукла) «Majin Katachi (madol)» (新くりいむレモンPART3「魔人形（madol）」) | 01.05.1987           |
| 20                          | New Cream Lemon Part 4: Etude — Snowy Heartbeat (рус. Этюд: Зимнее сердцебиение) «e. tude ~ Yuki no Kodō ~» (新くりいむレモンPART4「e・tude～雪の鼓動～」) | 21.06.1987           |
| 21                          | New Cream Lemon Part 5: Dream-Colored Bunny (рус. Зайка цвета мечты) «Yumeiro BUNNY» (新くりいむレモンPART5「ゆめいろBUNNY」) | 01.07.1987           |
| 22                          | New Cream Lemon Part 6: Summer Wind — Girls` Transported Summer «Samauindo ~ Shōjo Tachiga Hakon Da Natsu ~» (新くりいむレモンPART6「サマーウィンド～少女たちが運んだ夏～」)                                                                                     | 30.07.1987           |
| 23                          | New Cream Lemon Part 7: Two People`s Life of Heartbreak «Futari no Hatobureikuraibu» (新くりいむレモンPART7「二人のハートブレイクライブ」) | 26.12.1987           |
| 24                          | New Cream Lemon Part 8: Etude 2 — Early Spring Concerto «e. tude II ~ Sōshun Konchieruto ~» (新くりいむレモンPART8「e・tudeⅡ～早春コンチェルト～」) | 21.01.1988           |
| 25                          | New Cream Lemon Part 9: Moriyama Tou Special 2 — Afterschool XXX «Moriyama tō Supesharu II Hōkago XXX» (新くりいむレモンPART9「森山塔スペシャルⅡ 放課後×××」) | 21.03.1988           |
| Арка «Cream Lemon Specials» | |                      |
| 26                          | Graduation Album — Cream Lemon Best Scenes Collection «Sotsugyō Arubamu Kuriimu Remon Meibamenshuu» (くりいむレモン「卒業アルバム くりいむレモン名場面集」) | 05.11.1987           |
| 27                          | Ami Image — White Shadow «Ami Imaju ~ Shiroi Kage ~» (くりいむレモンスペシャル「亜美・イマージュ～白い影～」) | 15.12.1985           |
| 28                          | Harukana Kei Special — Evil City Astaroth «Madō Toshi Asutaroto» (くりいむレモン「魔道都市アスタロト」) | 01.09.1989           |
| 29                          | Toshiki Yui Best Hit — Impressions of Europa «Toshiki Yui Besutohitto Yoroppa no Inshō» (くりいむレモン「唯登詩樹ベストヒット ヨーロッパの印象」) | 21.06.1990           |
| 30                          | Amagi Kei Best Hit — Cherry Melancholy «Amagi Kei Besutohitto Chieri Nayūutsu» (くりいむレモン「亜麻木硅ベストヒット チェリーなゆううつ」) | 21.07.1990           |
| 31                          | Moriyama Tou Best Hit — I Guess So «Moriyama tō Besutohitto Sōkamoshinnai» (くりいむレモン「森山塔ベストヒット そうかもしんない」) | 21.08.1990           |
| 32                          | Ami From Then On Part 1 — Within Sadness «Ami Sore Kara - Dai 1 Bu ~Kanashimi no Nakade~» (くりいむレモン「亜美・それから 第1部～哀しみの中で～」) | 21.10.1988           |
| 33                          | Ami From Then On Part 2 — Even Though I Want to Forget «Ami Sore Kara - Dai 2 Bu ~Wasuretai Noni~» (くりいむレモン「亜美・それから 第2部～忘れたいのに～」) | 03.02.1989           |
| 34                          | Ami From Then On Part 3 — Even Though I Want to Hold You «Ami Sore Kara - Dai 3 Bu ~Dakaretai Noni~» (くりいむレモン「亜美・それから 第3部～抱かれたいのに～」)                                                                                                  | 21.06.1989           |
| 35                          | Ami From Then On Part 4 (Conclusion) — Within a Smile «Ami Sore Kara - Dai 4 Bu Kanketsuhen ~Hohoemi no Nakade~» (くりいむレモン「亜美・それから 第4部完結編～微笑みの中で～」)                                                                                  | 21.05.1990           |
| 36                          | Green Nature — Angie & Rose «Aoi Sei ~ Anjiero & Rozu ~» (青い性～アンジェ＆ローズ) | 17.07.1992           |
| 37                          | Return to Black Cat Mansion «Zoku Kuronekokan» (続・黒猫館) | 19.03.1993           |
| 38                          | Dark «Daku» (DARK ～ダーク～) | 25.06.1987           |
| Фильм                       | |                      |
| 39                          | Going on a Journey -Ami Final Chapter- «Tabidachi -Ami Shūshō-» (旅立ち ー亜美・終章ー) | 21.06.1986           |

## Саундтрек
Саундтрек к аниме состоит из следующих альбомов: «Cream Lemon Ami Vocal Collection» (7 треков), «Cream Lemon BGM Vol. 1» (34 трека), «Cream Lemon BGM Vol. 2» (35 треков).
Список треков альбома «Cream Lemon Ami Vocal Collection»:
| №  | Название               | Длительность |
| -- | ---------------------- | ------------ |
| 1. | «Guilty Night»         | 4:08         |
| 2. | «Hokano Peek-A-Boo»    | 4:44         |
| 3. | «Ai no Sparkling Wine» | 3:49         |
| 4. | «Akubiyou na Princess» | 2:15         |
| 5. | «Candle o Kesanai De»  | 3:32         |
| 6. | «My Love Soshite»      | 3:27         |
| 7. | «Koriyaku Hibi»        | 7:07         |

## Игровые фильмы
По мотивам отдельных эпизодов Cream Lemon в Японии в 2000-х годах был снят ряд полнометражных игровых фильмов для взрослых:
| Название фильма                     | Режиссёр         | Дата выхода в Японии | Студийный код |
| ----------------------------------- | ---------------- | -------------------- | ------------- |
| Cream Lemon                         | Нобухиро Ямасита | 25.09.2004           | FMDR-9081     |
| Cream Lemon: Ami's Diary            | Ивао Такахаси    | 16.09.2005           | FMDR-9108     |
| Cream Lemon: Shape of Bud           | Ватару Фурута    | 27.01.2006           | FMDR-9121     |
| Cream Lemon: After the Dream        | Хидэо Дзёдзё     | 21.04.2006           | FMDR-9141     |
| Cream Lemon: Another Day of Ami     | Синъя Нисимура   | 21.07.2006           | FMDR-9153     |
| Cream Lemon: Ami on the Poolside    | Микио Хирота     | 27.10.2006           | FMDR-9163     |
| Cream Lemon: Black Cat Mansion      | Такаси Мотоки    | 26.01.2007           | FMDS-5050     |
| Cream Lemon: Madoll                 | Ю Ириэ           | 27.04.2007           | FMDS-5058     |
| Cream Lemon: Don`t Do It Mako-chan! | Дайсукэ Хосака   | 26.10.2007           | FMDR-9210     |
| Cream Lemon: End of Journey         | Кодзи Маэда      | 23.02.2008           | FMDS-5092     |